# داماد محمد علي باشا
داماد محمد علي باشا (بالتركية: Damad Mehmed Ali Paşa)‏ كان الصدر الأعظم للدولة العثمانية في الفترة ما بين 4 أكتوبر 1852 حتى 14 مايو 1853. تولى منصب قبطان باشا البحرية العثمانية. تُوفي في 1868 بمدينة إسطنبول.

## أنظر أيضا
- قائمة قباطين البحر العثمانيين.
- قائمة الصدور العظام للدولة العثمانية